# الحروب البولندية السويدية

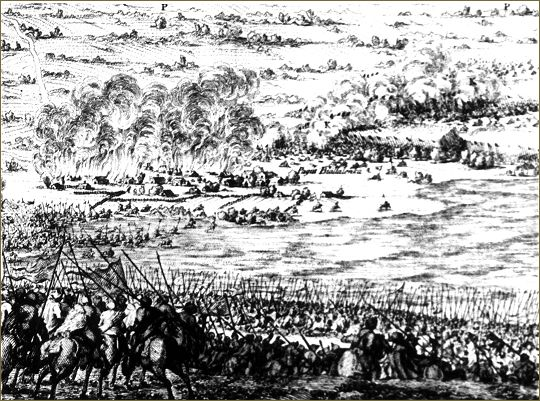
معركة وارسو 1656م، قرية Białołęka تحترق

كانت الحروب البولندية السويدية سلسلة من الحروب بين الكومنولث البولندي-الليتواني والسويد. يشير المصطلح عند تفسيره بمعناه الواسع إلى سلسلة حروب بين عامي 1563 و1721. بشكل أضيق، يشير إلى حروب معينة بين عامي 1600 و1629. الحروب التي يشملها الاستخدام الأوسع للمصطلح هي: 
- النزاع الذي وقع في القرن السادس عشر والذي يشار إليه بالحرب الليفونية (1558-1583)
- الحرب ضد سييسموند عام 1598
- الحرب بين عامي 1600-1629 (تُعد أحيانًا جزءًا من حرب الثلاثين عام الأشمل والتي وقعت على امتداد أوروبا) والتي تخللتها لمرتين فترات هدنة ويمكن تقسيمها إلى:
  - الحرب البولندية-السويدية (1600–1611)
  - حرب 1617-1618
  - حرب 1621-1625
  - حرب 1626-1629
- النزاعات في النصف الثاني من القرن السابع عشر التي عُرفت بديلوغ (جزء من الحروب الشمالية 1655-1661)
- حرب الشمال العظمى (1700–1721).
- حرب التحالف الرابع (1806-1807)، مُثلت فيها بولندا، التي كانت مقسمة آنذاك، من قبل الجحافل البولندية في الحروب النابلونية
- كانت حرب التحالف السادس الحرب السويدية البولندية الأخيرة، نظرًا إلى أن دوقية وارسو كانت حليفًا لنابليون، في حين كانت مملكة السويد عضوًا في التحالف المناهض لنابليون.

## الحرب ضد سيغيسموند
يمكن اقتفاء جذور الصراع بين كومنولث بولندا-ليتوانيا والسويد إلى الحرب ضد سيغيسموند، التي خسر فيها سيغيسموند الثالث فاسا، الذي كان في الآن نفسه ملكًا لكل من الكومنولث والسويد، عرش السويد خلال الحرب الاهلية (1597-1599). شارك في هذا الصراع عدد قليل من قوات الكومنولث، وغالبًا ما ينظر إليه على أنه حرب أهلية سويدية، وليس جزءًا من الحروب البولندية السويدية. بعد جمود في البداية، هُزم سيغيسموند في معركة ستانغبيرو في عام 1598 وبحلول عام 1599 كان سيغيسموند قد خُلع عن العرش من قبل عمه، الدوق كارل، وأُرغم على الانسحاب إلى الكومنولث. أفضى هذا أيضًا إلى نهاية الاتحاد الشخصي قصير الأجل بين بولندا والسويد.

## الحرب السويدية البولندية 1600-1611
حتى بعد خلعه عن العرش، لم يستسلم سيغيسموند في ما يتعلق بمسألة استعادة العرش السويدي، ومنذ تلك الآونة فصاعدًا، باتت معظم سياساته تدور حول محاولاته لغزو السويد، على الرغم من أن طبقة نبلاء الكومنولث لم تكن لديها رغبة في صراع طويل ودموي كهذا. بدأ سيغيسموند خطته في عام 1599، حين أكد بنود الاتفاقية، وهي وثائق بوعود وقعها عند انتخابه ملكًا لبولندا، والتي نصت على أن يصبح إقليم إستونيا التابع للسويد آنذاك جزءًا من الكومنولث. دعمت طبقة النبلاء البولندية، الشلختا، هذا النزاع بالتحديد مفترضة إنه سيقتصر على إستونيا فقط، وتوقعت العديد من المكاسب في شكل أراض جديدة وزيادة في صادرات الحبوب من خلال الوصول إلى الموانئ الإستونية على بحر البلطيق. إضافة إلى ذلك، لم تكن الشلختا تعلي من شأن السويديين، ولم تتوقع أن تستمر هذه الحرب لفترة طويلة أو أن تكون صعبة. استخفوا إلى حد كبير بخصومهم، معتقدين أن بولندا، التي لم تُهزم في معركة لأكثر من مئة عام تقريبًا، ستكون قادرة بسهولة على صد أي هجمات تشنها الدول الاسكندنافية. كان عدد سكان الكومنولث نحو 10 ملايين نسمة، أي ما يقارب 10 أضعاف عدد سكان السويد البالغ عددهم مليون نسمة. من الناحية الأخرى، نسيت الشلختا أن الكومنولث كان يمتلك واحدًا من أصغر الجيوش في أوروبا بالمقارنة مع عدد السكان، ولم تكن على معرفة بأن الجيش السويدي كان مدربًا ومتحفزًا إلى درجة كبيرة.
كانت السويد قادرة على تجنيد جيش ضخم على نحو أسرع من الكومنولث، نظرًا إلى حكومتها المركزية والتجنيد الإلزامي للفلاحين الأحرار. أُرغم الكومنولث على القتال على جبهتين، إذ كان ثمة حاجة لجيشها في الجنوب أيضًا للتصدي لحروب الأسياد المولدافية، ونالت القوات السويدية بسرعة تفوقًا عدديًا بنسبة 3\1. في بداية الحرب، عام 1600، وعلى الرغم من تمكن إحدى جيوش الكومنولث بقيادة القائد الليتواني الكبير كريستوف ميكولاج «الصاعقة» رادزيفيل عند اتخاذه زمام المبادرة من إلحاق هزائم عديدة بالقوات السويدية في الميادين المفتوحة، لم يسيطر السويديون على إستونيا فحسب، بل أيضًا على معظم ليفونيا، إقليم الكومنولث جنوبي إستونيا (عُرف الإقليم بأكمله في بولندا-ليتوانيا ب إنفلانتي (بالألمانية: ليفلاند). رد البرلمان البولندي-الليتواني، السيم، بزيادة الإنفاق على الجيش واستدعاء القوات والقادة من الجبهة الجنوبية (التي كانت تعتبر أقل أهمية إذ إن معظم تلك الحرب وقعت خارج أراضي الكومنولث) إلى الشمال الذي كان يتعرض للتهديد.
في عام 1601 وصل القائد الليتواني جان كارول تشودكييفيتش والمستشار البولندي يان زامويسكي، الذي استدعي من مولدافيا، إلى ليتوانيا لمواجهة التوغل السويدي الذي بات الآن يهدد لا إستونيا التي وعد بها سيغيسموند فقط، بل أيضًا الأراضي البولندية الأقدم التي تقع على الجنوب منها. هزم تشودكييفيتش ورادزفيلي السويديين في أول معركة كبرى مفتوحة من هذه الحرب عند كوكينهوسين (كوكنيسي) مطلع العام 1601. بعد ذلك بوقت قصير، جاء جان زامويسكي، مليئًا بالنشاط جراء انتصاره ضد المولدافيين، للمساعدة ضد السويديين، مع 12 ألف مقاتل و50 قطعة مدفعية صُنفت 15 منها على أنها ثقيلة. لم يتمكن كارل من التصدي بفعالية لجيش كهذا واضطر إلى التراجع. وعلى الرغم من ذلك، ترك أثناء الانسحاب أعدادًا كبيرة من المدافعين في العديد من القلاع التي استولي عليها في ليفونيا. بدأ زامويسكي عندئذ بحرب الحصار بدلًا من مطاردة الملك المنسحب، وسرعان ما استولى على فولمار (فالمييرا) وفيلين (فيلجاندي، فيلين). بحلول عام 1602، لم يتبق تحت سيطرة السويديين سوى ريفال (تاللينن، تالين، ريول) وبيرناو (بارنو، بارناو، بارناوا) وهابسال (هاابسالو، هابسال) ودوربات (تارتو). غير أن المرض حل بزامويسكي، الذي كان يبلغ عندئذ ال60 من العمر، وتولى تشودكييفيتش القيادة وفرض حصارًا على دوربات. عند فيسينبيرغ (راكفيري)، هزم قوة تعزيز سويدية أرسلت لمساعدة دوربات التي سرعان ما أرغمت على الاستسلام.
عُيّن تشودكييفيتش قائدًا عسكريًا عامًا بالنيابة للقوات الليتوانية بعد عودة زامويسكي إلى الجنوب في عام 1602 (لم يعد زامويسكي قط لقيادة الجيوش، إذ تدهورت صحته وتوفي في عام 1605). تمكن تشودكييفيتش، على الرغم من عدم كفاية الإمدادات والدعم الباهت الذي تلقاه من سيم الكومنولث (البرلمان) والملك سيغيسموند الثالث فاسا، من إبراز نفسه ببراعة باستيلائه على القلعة تلو الأخرى وصده لدوق سوديرمانلاند، وبعده كارل التاسع من ريغا (رايغا)، وبالرغم من ذلك بقيت ريفال وبيرناو وناروا (نارفا، ناريو) تحت السيطرة السويدية. في عام 1604 استولى على دوربات، وهزم الجنرالات السويديين مرتين في بايده وبالقرب من فايسنشتاين (مقاطعة يارفا) (غالبًا ما حقق النصر خلافًا للتوقعات، مثل معركة فايسنشتاين حين لم يكن بحوزته سوى 2,300 مقاتل وتمكن من هزيمة قوة سويدية يبلغ عددها 6 آلاف مقاتل، كتب تشودكييفيتش في مذكراته أن هذه المعركة كانت حاسمة وواحدة من أعظم انتصاراته، إذ بلغت الخسائر البولندية-الليتوانية 81 قتيلًا و100 جريح وبلغت الخسائر السويديين ما يقارب نصف جيشهم). منح الملك تشودكييفيتش صولجان الزعيم العظيم الليتواني كمكافأة على بسالته. ومع ذلك، تجاهل برلمان الكومنولث الحرب، إذ وقعت على آذان صماء كافة طلباته بتعزيزات وإمدادات وأموال يدفعها لجنوده. كان النظام المالي اللامركزي للكومنولث (كان يبنغي الاتفاق على جميع الضرائب من قبل النبلاء في السيم والسيمات الإقليمية) يعني أن خزينة الكومنولث كان فارغة على الدوام تقريبًا. كان هذا الخطأ بمثابة بلاء على الكومنولث لقرون.